# Valais
|  | Stillehavsøen Wallis behandles i artiklen Uvea |
Valais (på tysk Wallis) er en kanton i Schweiz beliggende mod syd i landet med statsgrænse mod både Italien og Frankrig.
Indbyggertallet er på 294.608 (2006).

## Geografi
Den brede Rhône-dal er iøjnefaldende i området. Der er adskillige sidedale, der støder til hoveddal, rækkende fra smalle og svært tilgængelige til rimeligt store og tilsvarende befolkede. Ved indgangen til Mattertal ligger Zermatt, der er en turistby, som har åben udsigt til Matterhorn (4.477 m). Omkring halvtreds af bjergene i området er over 4.000 m høje, og der findes adskillige gletsjere.
Rhône afvander hoveddalen fra øst mod vest til Martigny, hvor den drejer i en ret vinkel mod nord med udløb i Genevesøen. Det er kun cirka halvdelen af det totale areal, der kan bruges til produktion.

## Historie
Romerne kaldte området for Vallis Poenina ("Øvre Rhônedal"). Fra 888 og et godt stykke frem var området en del af kongeriget Øvre Burgund. Kong Rudolf 3. af Burgund gav området til biskoppen af Sion i 999 sammen med titlen greve af Valais. Greve-biskopperne havde mange kampe med hertugerne af Savoyen i årene, der fulgte, så Valais' middelalderhistorie er tæt knyttet til bispedømmet i Sion.
Valais modstod den protestantiske reformation og holdt sig til katolicismen. 12. marts 1529 blev Valais associeret medlem (Zugewandter Ort) af den schweiziske konføderation. I 1628 blev Valais teknisk set republik under navnet Republik der Sieben Zehenden under prins-biskoppen af Sions overherredømme. Magten forblev hos biskopperne her til 1798, da Napoleons tropper invaderede Wallis og erklærede en revolutionær République du Valais, som snart efter (cirka 1½ måned) blev indlemmet i den Helvetiske Republik. I 1802 blev den igen selvstændig og i 1810 atter angrebet af Napoleons tropper, hvorpå den blev annekteret af Frankrig. Dette varede dog kun til 1813, og 4. august 1815 blev Valais omsider en kanton i den schweiziske konføderation.
I en periode i 1840'erne sluttede Valais sig til den katolske separatistliga kaldet Sonderbund, men valgte ikke at kæmpe imod føderationens tropper, da de efter et par år truede kantonen, så den atter blev fuldgyldigt medlem af føderationen.

## Økonomi
Med Matterhorn som en af Schweiz' største turistattraktioner samt andre ligeledes populære bjerge er turisme blandt kantonens største erhverv. Dertil kommer Schweiz' største vinproduktion samt landbrug med kvæg græssende i bjergene og mælkeproduktion i dalene samt frugtplantager.
Vandkraftsanlæg producerer omkring en fjerdedel af landets elektricitet, og der findes fabrikker til forarbejdning af aluminiums- og andre metalprodukter foruden kemiske fabrikker og et olieraffinaderi.

## Trafik
Der findes en lille lufthavn i Sion, men de vigtigste transportveje er jernbaner og veje. Der er et omfattende net heraf, og de nyder godt af turismen. Der er to større jernbanetunneler ved Simplon og Lötschberg og en vejtunnel ved Store St. Bernhard. Mange af vejpassene er velkendte såsom Grimselpasset.
I bjergene findes adskillige jernbaner og svævebaner. Den naturskønne jernbanerute over Furkapasset starter i Valais.

## Demografi
Valais er fortrinsvis fransktalende, men i den østlige ende tales dog hovedsagelig tysk. Omkring to tredjedele af befolkningen er fransktalende. Over 90% af befolkningen er romersk-katolske. Kantonen er tyndt befolket. De største byer er hovedbyen Sion samt Sierre og Visp.